# Transcripción fonética
La transcripción fonética (o notación fonética) es un sistema de símbolos gráficos para representar los sonidos del habla humana. Típicamente se usa como convención para superar las peculiaridades alfabéticas usadas en cada lengua escrita y también para representar lenguas sin tradición escrita.
El tipo más común de transcripción fonética usa un alfabeto fonético, como el Alfabeto Fonético Internacional (AFI). Otros alfabetos fonéticos son el de la Revista de Filología Española, creado por Tomás Navarro Tomás, usado en lingüística hispánica, y el F&R, creado por Victoria Fromkin y Robert Rodman, usado en textos de lingüística estadounidenses.

## Transcripción fonética frente a ortografía
La ortografía tradicional de la mayoría de idiomas no se corresponde de manera directa con su pronunciación fonética. Esto sucede porque los sistemas ortográficos no recogen todas las diferencias fonéticas existentes en la lengua hablada o incluye convenciones ortográficas no presentes en el habla (como representar un determinado sonido por grupos de varias letras o signos, o usar signos diferentes para el mismo sonido en distintas ocasiones) y estas peculiaridades deben ser aprendidas de memoria.
El inglés o el francés en sus formas estandarizadas escritas son buenos ejemplos de ello, ya que gran parte de su ortografía se fijó hace siglos cuando el inventario fonético y procesos fonológicos de esas lengua diferían de los actuales. En inglés, palabras como bough y through se pronuncian de forma muy diferente, incluso aunque se deletreen de manera análoga. Una lista más completa que muestra la variabilidad de pronunciación de la secuencia -ea- es la siguiente:
| Sonido | Ortografía          | transcripción AFI              | Significado                |
| ------ | ------------------- | ------------------------------ | -------------------------- |
| [ɪj]   | heap, heat          | [hɪjpʰ], [hɪjtʰ]               | 'montón', 'calor'          |
| [ɛ]    | head, health        | [hɛd], [hɛɫθ]                  | 'cabeza', 'salud'          |
| [əː]   | heard, hearse       | [həː(ɹ)d], [həː(ɹ)s]           | 'oído', 'coche fúnebre'    |
| [ɑː]   | heart, hearken      | [hɑː(ɹ)tʰ], [ˈhɑː(ɹ).k(ə)n̩]    | 'corazón', 'escuchar'      |
| [ɪə]   | hear, year          | [ˈhɪ.ə(ɹ)], [ˈjɪ.ə(ɹ)]         | 'oír', 'año'               |
| [ɛi̯]   | break, great, steak | [bɹɛi̯kʰ], [gɹɛi̯tʰ], [s.ˈtɛi̯kʰ] | 'romper', 'gran', 'bistec' |
En francés, la s final de las formas verbales, del plural y de muchos sustantivos es muda (militaire se pronuncia igual que militaires; ananas se puede pronunciar /ana'na/ o /ana'nas/), a menos que la siguiente palabra empiece por vocal. En otras lenguas, el ajuste entre ortografía y fonología es relativamente bueno, unos buenos ejemplos son el castellano o el italiano y el ruso.
Las discrepancias entre lo reflejado por la ortografía y el nivel fonológico se deben a varios factores:
- Por un lado la pronunciación de muchos sonidos ha experimentado cambios significantes a lo largo del tiempo.
- Por otro lado las lenguas presentan variedades diatópicas (geolectos) y diastráticas (sociolectos), y normalmente la ortografía representa solo la pronunciación de uno de ellos.
- A veces la ortografía en un afán simplificatorio no refleja el detalle de la articulación fonética de un determinado sonido, lo cual dificulta a las personas que hablan otras lenguas el estudio de una determinada lengua.

La transcripción fonética proporciona un servicio que la ortografía no puede dar. La transcripción fonética nos da, una a una, las relaciones entre los símbolos y los sonidos, diferente del alfabeto romano. La transcripción fonética permite representar fielmente la pronunciación (a costa de aumentar la complejidad de la transcripción) y permite consignar las diferencias, a veces sutiles, entre la pronunciación entre los dialectos de un idioma.

## Transcripción amplia frente a transcripción general
La transcripción fonética puede transcribir la fonología de un idioma, o puede llegar a promover y especificar la realización precisa de la fonética. En todos los sistemas de transcripción podemos, por tanto, distinguir entre una transcripción amplia (o aproximada) y una transcripción detallada. La transcripción amplia indica solo las características fonéticas más apreciadas de una pronunciación; mientras que la transcripción detallada codifica más información sobre las variaciones fonéticas de los sonidos específicos en una pronunciación. La diferencia entre ellos es la serie continua. Una forma particular de la transcripción amplia es la transcripción fonémica, que no tiene en cuenta todas las diferencias fonéticas, ya que representa la estructura fonológica.
Por ejemplo, una pronunciación concreta de la palabra inglesa little puede ser transcrita usando el AFI como /ˈlɪtl̩/ o [ˈlɪtɫ̩]; la transcripción fonémica, colocada entre barras diagonales, indica simplemente que la palabra termina con el fonema /l/; pero en la transcripción detallada, colocada entre corchetes, indica que en el final /l/ ([ɫ]) el sonido es cerrado.
La ventaja de la transcripción detallada es que puede ayudar a los estudiantes a tener exactamente el sonido correcto, y permite a los lingüistas hacer análisis detallados de un lenguaje. Algunos estadounidenses pronunciarían /t/ en little como una consonante [ɾ]. Mucha gente en Inglaterra diría /t/ como [ʔ] y/o una segunda /l/ como [w]. Una desventaja adicional en que haya menos contextos técnicos, es lo que la transcripción detallada tiene una gran cantidad de símbolos que pueden no resultar familiares para los no especialistas.
La ventaja de la transcripción amplia es que permite que las declaraciones sean hechas a través de una comunidad relativamente diversa de la lengua. Es así más apropiado para los datos de pronunciación en un diccionario de un idioma extranjero, que puede analizar todos los sonidos en el prefacio pero raramente los proporciona en cada entrada. Una regla aproximada en muchos contextos lingüísticos es, por lo tanto, usar la transcripción detallada solo cuando una transcripción amplia no da suficiente información para un hecho concreto.

## Tipos de sistemas de notación
La mayoría de las transcripciones fonéticas están basadas en la suposición de que los sonidos del idioma son divisibles en unidades (segmentos) que pueden ser representadas mediante símbolos.

### Alfabético
El Alfabeto Fonético Internacional es uno de los alfabetos más conocidos y más populares. Fue creado originalmente por profesores británicos de primaria, con aportaciones posteriores de los fonéticos y lingüistas europeos. Ha evolucionado desde su primera intención de ser una herramienta pedagógica para idiomas extranjeros, hasta un alfabeto práctico para lingüistas. Ahora se está convirtiendo en el alfabeto más usado en el campo de la fonética.
Otra tradición alfabética es el alfabeto fonético Americanist, originalmente creado por la transcripción de los idiomas nativos americanos e idiomas europeos. Todavía es usado para lenguas índicas, fino-úgricas, del Cáucaso y eslavas. La diferencia entre estos alfabetos y el AFI es relativamente pequeña, aunque con frecuencia los nuevos caracteres especiales del AFI son abandonados en favor de signos ya existentes más signos diacríticos (muchos caracteres se toman de las ortografías de Europa del Este).
Hay también versiones extendidas del AFI, por ejemplo: extIPA, VoQs, y Luciano Canepari's canIPA.

La Asociación Fonética Internacional recomienda que las transcripciones fonéticas sean encorchetadas (con "[ ]"). Una transcripción que denota solo específicamente contrastes fonológicos debería ser encerrada mediante dos barras (con "/ /"). Si se duda, es mejor usar los corchetes, porque si se usan barras se está afirmando que cada símbolo usado tiene contraste fonológico para el lenguaje que se está transcribiendo. La transcripción fonética intenta capturar la pronunciación real de una palabra. A veces las transcripciones dependen del modelo teórico elegido. Por ejemplo, en Principios de fonología generativa, Noam Chomsky y Morris Halle la palabra inglesa night (noche en castellano) la transcriben como /nixt/. En este modelo, el fonema /x/ nunca se realiza como [x], pero muestra la presencia del alargamiento de la vocal anterior. La vocal precedente en este caso es el fonema /i/, que se pronuncia [aɪ] cuando es largo. Por lo tanto, el fonema /nixt/ es el mismo que [naɪt], pero bajo este análisis está la idea de que los sonidos históricos como gh in night puede que permanezcan en una palabra mucho después de que se hayan dejado de pronunciar, o que el fonema puede existir en un idioma incluso sin ser expresado directamente. Todo esto fue rechazado más tarde tanto por Chomsky como por Halle.
AFI

En cualquier transcripción fonética debe tenerse presente que existe cierta flexibilidad en cuanto a los detalles fonéticos que se transcriben. En una transcripción amplia solo se transcriben los rasgos relevantes, por ejemplo, en las lenguas europeas las consonantes sonoras son menos tensas que las sordas, pero ese rasgo usualmente no se transcribe. Sin embargo, en las lenguas bereberes la oposición entre consonantes laxas y tensas es importante y debe ser transcrito, ya que es muy relevante. Así, generalmente una transcripción amplia solo da una idea aproximada de los sonidos, ya que muchos rasgos irrelevantes no suelen transcribirse.
Por ejemplo, en algunos dialectos del inglés la palabra pretzel en una transcripción muy detallada sería [ˈpʰɹ̥ʷɛʔt.sɫ̩], que se ha transcrito con muchos rasgos fonéticos estrictos que pueden no ser evidentes a un hablante no nativo, mientras que una transcripción como [ˈpʰɹɛt.sɫ̩], que solo indica algunas de las características más importantes y fáciles de escuchar, y aún puede darse una transcripción más generalista en la forma [ˈpɹɛt.sl], donde cada signo representa de manera no ambigua un sonido, pero sin proporcionar detalles particulares de realización de dichos sonidos. 

El alfabeto fonético americanista fue usado ampliamente por etnólogos y en antropología lingüística, y aún hoy en día entre algunos americanistas.

### Icónico

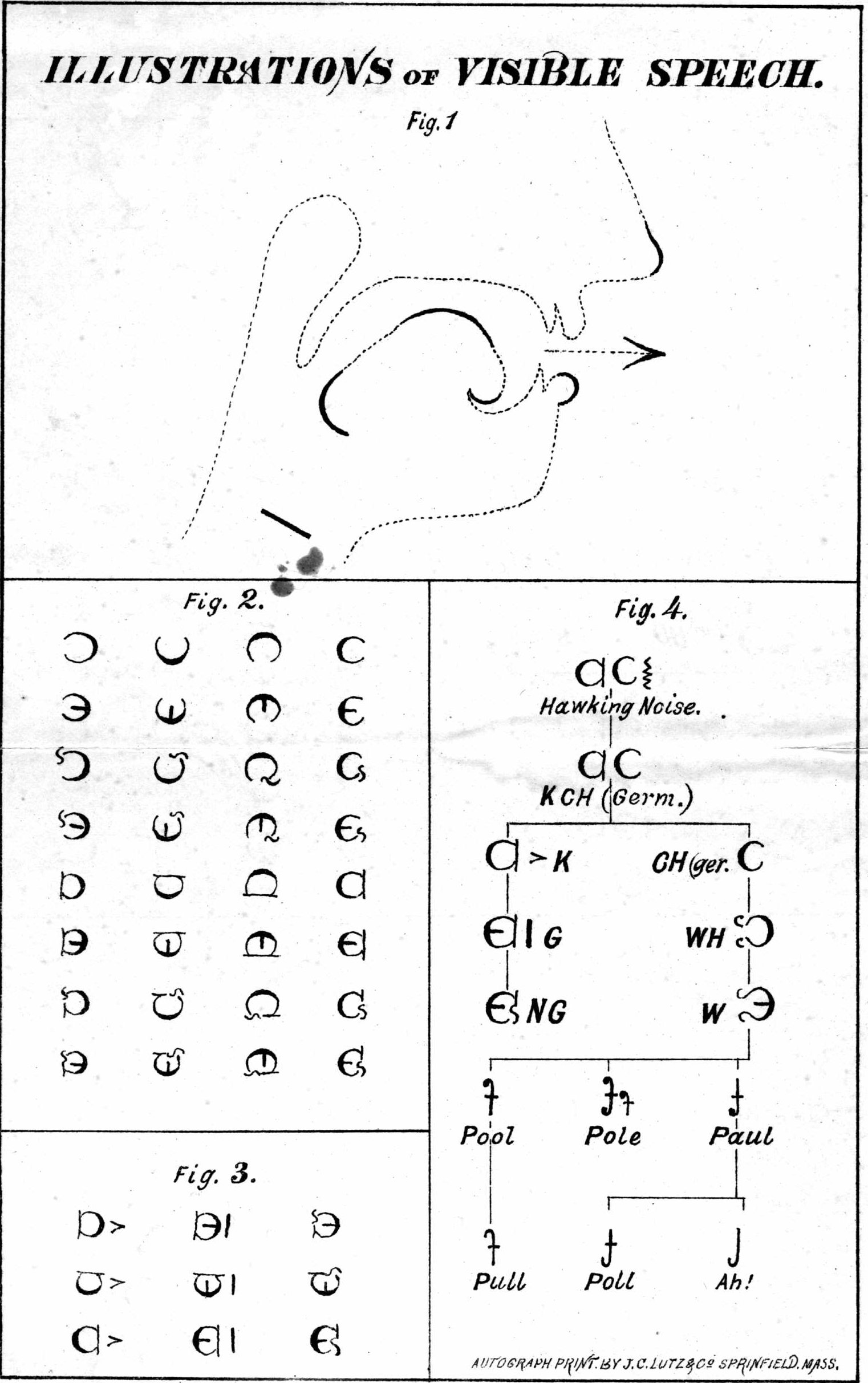
Visible Speech.

En la notación fonética icónica, las formas de los caracteres fonéticos están diseñados de tal forma que ellos mismos representan visualmente la posición de las articulaciones en los tramos vocálicos. Esto es diferente de la notación alfabética, donde la correspondencia entre la forma del carácter y la posición expresiva es arbitraria. Esta notación es potencialmente más flexible que en la notación alfabética, en donde hay más formas de pronunciación. Un ejemplo de la fonética icónica es el sistema Visible Speech, creado por el fonético escocés Alexander Melville Vell.

### Analfabético
Otro tipo de notación fonética que es más precisa que la notación alfabética es la fonética analfabética. En vez del principio general de los tipos notacional alfabético e icónico de usar un símbolo por sonido, la notación analfabética usa largas secuencias de símbolos para describir más precisamente las características que componen el gesto de articulación (MacMahon 1996:842-844). Este tipo de notación es evocador de la notación usada en las fórmulas químicas para denotar la composición de compuestos químicos. Aunque es más descriptivo que la notación alfabética, la analfabética es menos práctica para muchos propósitos. Como resultado, esta notación no se suele utilizar.
Dos ejemplos de este tipo fueron desarrollados por el danés Otto Jespersen (1889) y el estadounidense Kenneth L. Pike (1943). El sistema de Pike, que es una parte de la gran meta de la descripción de fonética del científico, es particularmente interesante en su reto contra el método descriptivo de los fonetistas que crearon los sistemas alfabéticos como el AFI.